# ابنة (مصطلح)

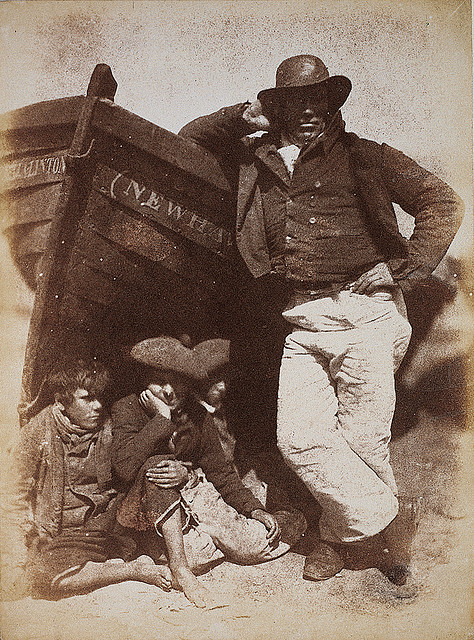
رجل مع "قاربه وبيرنز" في طبعة نموذجية من أربعينيات القرن التاسع عشر ، والآن في المعارض الوطنية في اسكتنلدا

ابنة هو الاسكتلنديين، الإسكتلندي الإنجليزي، والشمالية الإنجليزية المدى لطفل. 
نشأت في الإنجليزية القديمة باسم "bearn" ، وأصبحت اسكتلندية بشكل أساسي. 1700 .
فكانت قبائل قايين هم الأطفال الذين استولى عليهم الساحرات والأورال كتقسيم للشيطان.